# Карлссон, Нильс
Нильс Карлссон (швед. Nils Karlsson; 25 июня 1917 года, Эстнор — 16 июня 2012 года) — шведский лыжник, олимпийский чемпион, призёр чемпионата мира.

## Карьера
На Олимпийских играх 1948 года в Санкт-Морице, стал олимпийским чемпионом в гонке на 50 км, в которой выиграл 4,5 минуты у ставшего вторым, своего партнёра по команде Харальда Эрикссона. В гонке на 18 км занял 5-е место.
На Олимпийских играх 1952 года в Осло стал 5-м в гонке на 18 км и 6-м в гонке на 50 км.
На чемпионат мира-1950 в Лейк-Плэсиде стал бронзовым призёром в гонке на 50 км, лишь 9 секунд уступив в борьбе за серебро своему соотечественнику Энару Йосефссону.
На чемпионатах Швеции побеждал 37 раз, в том числе 17 раз в индивидуальных гонках. На знаменитом лыжном марафоне Васалоппет побеждал рекордные 9 раз, так же имеет на своем счету 2 победы на Хольменколленском лыжном фестивале.